# Nati nel 1910/Agosto
| Questa pagina contiene informazioni ricavate automaticamente dalle voci biografiche con l'ausilio del template Bio e di un bot. L'aggiornamento è periodico e automatico e ricostruisce completamente la pagina. Se manca una persona in questa lista, sei pregato di non aggiungerla, ma accertati piuttosto che la sua voce biografica contenga il template Bio e che i dati anagrafici siano correttamente compilati. Se il template Bio manca, inseriscilo tu stesso o, in alternativa, metti l'avviso {{tmp\|Bio}} che ne segnala la mancanza. Se i dati riportati sono sbagliati, correggi direttamente la voce biografica; le modifiche saranno visibili in questa lista entro pochi giorni. Per chiarimenti vedi il progetto biografie. La lista contiene solo le 151 persone che sono citate nell'enciclopedia e per le quali è stato implementato correttamente il template Bio. Pagina aggiornata al 18 ago 2025. |

- 1º agosto - Henri Mouillefarine, pistard francese († 1994)
- 1º agosto - Raymond A. Palmer, curatore editoriale e scrittore di fantascienza statunitense († 1977)
- 1º agosto - Gerda Taro, fotografa tedesca († 1937)
- 1º agosto - Pellegrino Claudio Sestieri, archeologo italiano († 1973)
- 2 agosto - Margot Lander, ballerina danese († 1961)
- 2 agosto - Roger MacDougall, sceneggiatore e commediografo scozzese († 1993)
- 3 agosto - Esteban Arrizabalo, calciatore spagnolo († 1976)
- 4 agosto - William Cooper, scrittore britannico († 2002)
- 4 agosto - Nicola De Falco, politico italiano
- 4 agosto - Nematollah Nassiri, generale, funzionario e politico iraniano († 1979)
- 4 agosto - Anita Page, attrice statunitense († 2008)
- 4 agosto - William Schuman, compositore statunitense († 1992)
- 4 agosto - Bruno Vittori, militare e aviatore italiano († 1937)
- 5 agosto - Jacquetta Hawkes, archeologa e scrittrice britannica († 1996)
- 5 agosto - Hermanis Jēnihs, calciatore lettone
- 5 agosto - Francis Johnson, cestista statunitense († 1997)
- 5 agosto - Herminio Masantonio, calciatore argentino († 1956)
- 5 agosto - Renato Treu, politico italiano († 1997)
- 6 agosto - Adoniran Barbosa, cantante, compositore e attore brasiliano († 1982)
- 6 agosto - Georgij Michajlovič Brasov, principe russo († 1931)
- 6 agosto - Karl Büchner, filologo classico tedesco († 1981)
- 6 agosto - Charles Crichton, regista e montatore inglese († 1999)
- 6 agosto - Ludvík Dvořáček, cestista cecoslovacco († 1963)
- 6 agosto - Giovanni Greppi, calciatore italiano († 1980)
- 6 agosto - Rino Guglielmo, pittore italiano († 1994)
- 6 agosto - Alois Haene, missionario e vescovo cattolico svizzero († 1999)
- 6 agosto - Francesco Lami, politico italiano († 1977)
- 6 agosto - Enzo Mascherini, baritono italiano († 1981)
- 6 agosto - Joachim Rumohr, generale tedesco († 1945)
- 6 agosto - Roberto Savarese, regista e sceneggiatore italiano († 1996)
- 6 agosto - John Ahern Torpie, vescovo cattolico australiano († 2000)
- 6 agosto - Bonfiglio Zanardi, militare italiano († 1937)
- 7 agosto - Aleksejs Auziņš, calciatore e hockeista su ghiaccio lettone († 1997)
- 7 agosto - Tommaso Corallo, arbitro di calcio italiano († 1997)
- 7 agosto - Orlando Magini, calciatore italiano
- 7 agosto - Kajetán Matoušek, vescovo cattolico ceco († 1994)
- 7 agosto - Giuseppe Traverso, allenatore di calcio e calciatore italiano († 1999)
- 8 agosto - Rúhíyyih Khanum, canadese († 2000)
- 8 agosto - Lucky Millinder, cantante statunitense († 1966)
- 8 agosto - Jimmy Murphy, calciatore e allenatore di calcio gallese († 1989)
- 8 agosto - Sylvia Sidney, attrice statunitense († 1999)
- 8 agosto - Katherine Oppenheimer, biologa e botanica tedesca († 1972)
- 8 agosto - John Yudkin, biochimico e fisiologo inglese († 1995)
- 9 agosto - Ruggero Balli, ciclista su strada italiano († 1981)
- 9 agosto - Robert van Gulik, scrittore, diplomatico e orientalista olandese († 1967)
- 10 agosto - Ed Barge, animatore statunitense († 1991)
- 10 agosto - Antonio Belviso, direttore della fotografia italiano († 1999)
- 10 agosto - Aldo Buzzi, scrittore, sceneggiatore e regista italiano († 2009)
- 10 agosto - Oscar Di Prata, pittore italiano († 2006)
- 10 agosto - Silvio Gigli, giornalista, conduttore radiofonico e regista italiano († 1988)
- 10 agosto - Gordon Joseph Gray, cardinale e arcivescovo cattolico britannico († 1993)
- 10 agosto - Guy Mairesse, pilota automobilistico francese († 1954)
- 10 agosto - Pierre Vago, architetto francese († 2002)
- 11 agosto - Philippe Agostini, direttore della fotografia, regista e sceneggiatore francese († 2001)
- 11 agosto - Augusto Del Noce, politologo, filosofo e politico italiano († 1989)
- 11 agosto - George Homans, sociologo statunitense († 1989)
- 11 agosto - Charles Kieffer, canottiere statunitense († 1975)
- 11 agosto - Renzo Massai, arbitro di calcio italiano († 1969)
- 11 agosto - Pietro Miglio, calciatore italiano († 1992)
- 11 agosto - Saverio Scutellà, pittore, poeta e scrittore italiano († 1993)
- 12 agosto - Vasile Deheleanu, calciatore rumeno († 2003)
- 12 agosto - Yusof Ishak, politico singaporiano († 1970)
- 12 agosto - Gustav Lantschner, sciatore alpino, attore e regista cinematografico austriaco († 2011)
- 12 agosto - Eliot Noyes, architetto e designer statunitense († 1977)
- 12 agosto - Amilcare Oddo, allenatore di calcio e giornalista italiano († 1999)
- 12 agosto - Heinrich Sutermeister, compositore svizzero († 1995)
- 12 agosto - Hugo Vondřejc, pallanuotista cecoslovacco († 1979)
- 12 agosto - Jane Wyatt, attrice statunitense († 2006)
- 13 agosto - Giovanni Bottonelli, politico e partigiano italiano († 1982)
- 13 agosto - Elvira Cortese, attrice italiana († 1982)
- 13 agosto - Carlo Gonan, politico italiano († 1976)
- 13 agosto - Gerhard Gustmann, canottiere tedesco († 1992)
- 13 agosto - Antonio Peternel, calciatore e allenatore di calcio italiano († 1986)
- 13 agosto - Sa'id bin Taymur dell'Oman, sovrano omanita († 1972)
- 14 agosto - Bruno Brun, clarinettista jugoslavo († 1978)
- 14 agosto - Bruno Brusco, militare italiano († 1941)
- 14 agosto - Beniamino Dal Fabbro, poeta, scrittore e critico musicale italiano († 1989)
- 14 agosto - Judy Guinness, schermitrice britannica († 1952)
- 14 agosto - Massimo Mila, musicologo, critico musicale e traduttore italiano († 1988)
- 14 agosto - Willy Ronis, fotografo francese († 2009)
- 14 agosto - Pierre Schaeffer, compositore e musicologo francese († 1995)
- 15 agosto - Leonid Stepanovič Duškin, ingegnere sovietico († 1990)
- 15 agosto - Josef Klaus, politico austriaco († 2001)
- 15 agosto - Giorgina Arian Levi, politica e scrittrice italiana († 2011)
- 15 agosto - Mario Ottieri, imprenditore e politico italiano († 1974)
- 15 agosto - Peter Riedl, pallanuotista austriaco († 1992)
- 15 agosto - Calogero Volpe, politico, medico e mafioso italiano († 1976)
- 16 agosto - Jacinto Ciria Cruz, cestista e allenatore di pallacanestro filippino († 1944)
- 16 agosto - Mae Clarke, attrice statunitense († 1992)
- 16 agosto - Carlo Alfredo del Liechtenstein, principe liechtensteinese († 1985)
- 17 agosto - Erkki Aaltonen, compositore finlandese († 1990)
- 17 agosto - Bruno Biagini, calciatore e allenatore di calcio italiano
- 17 agosto - L.N. Van Beusekom, calciatore indonesiano († 1951)
- 17 agosto - Heinz Werner, allenatore di calcio e calciatore tedesco († 1989)
- 18 agosto - Gerrit Keizer, calciatore olandese († 1980)
- 18 agosto - Giovanni Marin, calciatore italiano
- 18 agosto - Emile Meyer, attore statunitense († 1987)
- 18 agosto - Guglielmo Roehrssen, magistrato italiano († 1987)
- 18 agosto - Pál Turán, matematico ungherese († 1976)
- 19 agosto - Alfonsa dell'Immacolata Concezione, religiosa indiana († 1946)
- 19 agosto - Quentin Bell, storico dell'arte e scrittore britannico († 1996)
- 19 agosto - Vasile Chiroiu, calciatore rumeno († 1976)
- 19 agosto - Ernesto De Marzio, politico italiano († 1995)
- 19 agosto - Rudolf Svedberg, lottatore svedese († 1992)
- 19 agosto - Jun Tazaki, attore giapponese († 1985)
- 20 agosto - Enzo Carli, storico dell'arte e funzionario italiano († 1999)
- 20 agosto - Nicola Ferrara, calciatore italiano
- 20 agosto - Tommaso Leonetti, nobile, politico e funzionario italiano († 1975)
- 20 agosto - Jurij Sergeevič Pobedonoscev, regista sovietico († 1990)
- 20 agosto - Eero Saarinen, architetto e designer finlandese († 1961)
- 20 agosto - Mariano Trombetta, politico italiano († 1984)
- 21 agosto - Václav Bouška, calciatore cecoslovacco († 1975)
- 21 agosto - Jeanne Juilla, modella francese († 1996)
- 21 agosto - Gehnäll Persson, cavaliere svedese († 1976)
- 22 agosto - Otto Gottwald, cestista tedesco
- 22 agosto - Lucille Ricksen, attrice statunitense († 1925)
- 22 agosto - Lesley Woods, attrice statunitense († 2003)
- 23 agosto - Hanna Berger, danzatrice, coreografa e insegnante austriaca († 1962)
- 23 agosto - Fernando Eusebio, calciatore italiano († 1997)
- 23 agosto - Jack King, pallanuotista australiano († 2000)
- 23 agosto - Giuseppe Meazza, calciatore, allenatore di calcio e dirigente sportivo italiano († 1979)
- 23 agosto - Pavel Nikolaevič Rak, militare sovietico († 1944)
- 23 agosto - Alfons Maria Stickler, cardinale e arcivescovo cattolico austriaco († 2007)
- 24 agosto - Francesco Acton, marinaio e storico dell'arte italiano († 1997)
- 25 agosto - Pierre Musy, bobbista svizzero († 1990)
- 25 agosto - Dorothea Tanning, pittrice, poetessa e scrittrice statunitense († 2012)
- 26 agosto - Angelo Fois, pittore italiano († 1988)
- 26 agosto - Mario Marcucci, pittore italiano († 1992)
- 26 agosto - Madre Teresa di Calcutta, religiosa albanese († 1997)
- 26 agosto - Anne de Tourville, scrittrice francese († 2004)
- 28 agosto - Tjalling Koopmans, economista olandese († 1985)
- 28 agosto - Karl Zischek, calciatore austriaco († 1985)
- 29 agosto - José María Guido, politico argentino († 1975)
- 29 agosto - Giovanni Petucco, pittore, scultore e ceramista italiano († 1961)
- 29 agosto - Vivien Thomas, medico statunitense († 1985)
- 29 agosto - Rotraud von Wachter, schermitrice tedesca
- 29 agosto - Elven Webb, scenografo statunitense († 1979)
- 30 agosto - Tigran Gorgiev, compositore di scacchi sovietico († 1976)
- 30 agosto - Henri Le Saux, monaco cristiano francese († 1973)
- 30 agosto - Pasquale Meomartini, politico e dirigente sportivo italiano († 1987)
- 30 agosto - Vincenzo Orlandini, arbitro di calcio italiano († 1961)
- 30 agosto - Lizardo Rodríguez Nue, calciatore peruviano
- 31 agosto - Enrico De Cillia, pittore italiano († 1993)
- 31 agosto - Antonio León Amador, calciatore spagnolo († 1995)
- 31 agosto - Mark Liburkin, compositore di scacchi sovietico († 1953)
- 31 agosto - Saverio Muratori, architetto, urbanista e storico dell'architettura italiano († 1973)
- 31 agosto - Cliff Sutter, tennista statunitense († 2000)
- 31 agosto - Maurice Tornay, religioso svizzero († 1949)
- 31 agosto - Petar Trifunović, scacchista jugoslavo († 1980)
- 31 agosto - Raoul Ubac, fotografo, pittore e incisore belga († 1985)
- 31 agosto - Gennadij Ivanovič Voronov, politico sovietico († 1994)